# Itaocara
Itaocara là một đô thị thuộc bang Rio de Janeiro, Brasil. Đô thị này có diện tích 428,44 km², dân số năm 2007 là 23055 người, mật độ 53,8 người/km².